# 윌리엄 킬패트릭

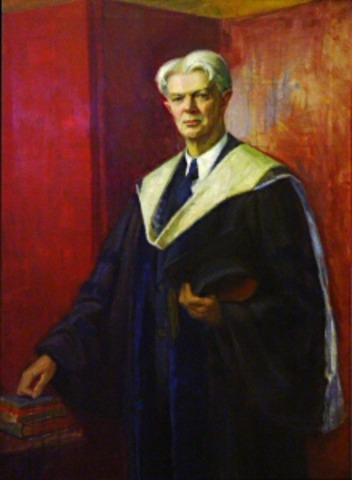

윌리엄 허드 킬패트릭(William Heard Kilpatrick, 1871년 11월 20일 ~ 1965년 2월 13일)은 미국의 교육학자·철학자이다. 존 듀이의 제자이자 동료이며 그리고 컬럼비아 대학의 후임이다. 듀이와 함께 진보주의 교육철학의 쌍벽이라고 불렸다.
- 1871년 : 조지아주 화이트 브레인즈에서 태어났다. 그의 아버지는 침례교의 목사이다. 아버지의 영향으로 침례교 학교인 후반 머서 대학을 다니고 졸업한다. 일년 반 후, 존스 홉킨스 대학 대학원을 다닌 후 고등학교 수학 교사가 되었다. 이후 머서 대학에서 교편을 잡는다.
- 1898년 : 시카고 대학에서 교사를 위한 여름 세미나에서 처음으로 존 듀이를 만났다.
- 1907년 : 컬럼비아 대학 교육대학원에 입학하여 듀이를 재회하였다. 교육 철학에 뜻을 품고, 듀이 아래에서 공부하게 된다. 이후 1952년 듀이의 죽음에 이르기까지 둘 사이의 긴밀한 공동 연구가 시작된다.
- 1919년 : 듀이와 킬패트릭은 구안법(The Project Method)이라는 아이디어를 제창하였다. 공동으로 구안법의 구상과 그 기초 이론과 실천 방법을 차례차례로 발표하여, 세계적으로 반향을 불러일으켰다.
- 1965년 2월 13일 : 뉴욕에서 사망했다.

## 저서
- 《구안법》(構案法, The Project Method, 1918)
- 《민주주의를 위한 집단교육》(Group Education for Democracy, 1940)

## 문헌
- John A. Beineke : And there were giants in the land : the life of William Heard Kilpatrick. New York : P. Lang 1998 ISBN 0-8204-3773-5
- Heinrich Pfeiffer : The people picture with William Heard Kilpatrick. Mainz 1956 (thesis)